# Timo Löser
Timo Löser (* 15. Oktober 1999 in Merseburg) ist ein deutscher Handballspieler.

## Karriere
Löser begann das Handballspielen beim SV Friesen Frankleben, spielte ab dem Jahr 2015 für den SC DHfK Leipzig in der B-Jugend und gewann 2016 mit der A-Jugend die deutsche Meisterschaft. Nach der Jugend spielte er für die 2. Mannschaft in der 3. Liga und bestritt in der Saison 2018/19 vereinzelt Spiele für die 1. Mannschaft in der Bundesliga. 2019 wechselte er zum damaligen Drittligisten Dessau-Roßlauer HV. In der Saison 2019/20 stieg er mit dem DRHV in die 2. Bundesliga auf. Im Sommer 2024 wechselte er zum HC Elbflorenz.